# Ludovico Balbi
Ludovico Balbi (Venècia, ~1545-1604) fou un compositor i religiós venecià de finals del Renaixement italià. Nascut al voltant de 1545, el nom de Balbi apareix per primera vegada en els registres del monestir de Santa Maria Gloriosa dei Frari a Venècia; l'any 1565-67 apareix a Pàdua com a estudiant de Costanzo Porta, que pertanyia al mateix orde religiós.
Del 1570 al 1578 fou a cantant a la Basílica de Sant Marc a Venècia i a la catedral de Verona. El 1578 fou nomenat mestre de capella a Santa Maria Gloriosa dei Frari, un nomenament que probablement va mantenir durant quatre o cinc anys. Un document mostra que el 1579 a través de 1582, Porta va fer grans esforços per convèncer el cardenal Carlo Borromeo, Arquebisbe de Milà, per acceptar a Balbi com a mestre de la catedral de Milà. Finalment el 1582 els oficials de la catedral van cridar a Balvi, el qual rebutjà l'oferta. El 7 de novembre de 1580, va participar sense èxit sense èxit a una competició per ser el mestre de capella de la catedral de Pàdua. El 18 de maig de 1585, va assumir el càrrec de mestre de la Capella Antoniana de Pàdua, que va mantenir uns sis anys i en la que sembla que hi va tenir com a deixeble el seu nebot Luigi di Balbi. El 28 de novembre de 1891 va obtenir l'excepció dels seus deures. El 13 de juliol de 1593, es va traslladar a la catedral de Feltre, i més tard a la catedral de Treviso. En 1598, deixà Treviso i es traslladà per última vegada a Santa Maria Gloriosa dei Frari fins que va morir el 1604.

## Obres
La producció de Ludovico Balbi és considerable, no obstant això, ha estat poc investigada.
- Ecclesiasticarum canttionum
- 4 misses: "Ecce mitto angelum meum", "Fuggite il sonno", Missa duodecim toni, Missa alternatim canenda
- Ecclesiasticarum canttionum in sacris totius anni sanctorum sollemnitatibus
- Graduale et antiphonarium juxta ritum missalis et breviarii novi
- Missa defunctorum
- Messe et motetti con il Te Deum laudamus
- 4 concerti ecclesiastici